# Georg Johnsson
Ernst Georg Johnsson (ur. 2 marca 1902 w Brunflo, zm. 31 maja 1960 w Sztokholmie) – szwedzki kolarz szosowy, brązowy medalista olimpijski.

## Kariera
Największy sukces w karierze Georg Johnsson osiągnął w 1928 roku, kiedy wspólnie z Göstą Carlssonem i Erikiem Janssonem zajął trzecie miejsce w drużynowej jeździe na czas podczas igrzysk olimpijskich w Amsterdamie. Na tych samych igrzyskach Jansson został sklasyfikowany na siedemnastej pozycji w rywalizacji indywidualnej. Ponadto raz zdobył medal szosowych mistrzostw Szwecji - w 1925 roku był najlepszy w indywidualnej jeździe na czas. W 1928 roku wystartował na mistrzostwach krajów nordyckich w Oslo, gdzie razem z kolegami z reprezentacji zdobył złoto w drużynie. Sukces ten Szwedzi z Johnssonem w składzie powtórzyli też na mistrzostwach nordyckich w Sztokholmie w 1932 roku. W latach 1928, 1929 i 1931 zwyciężał w wyścigu Mälaren Runt. Nigdy jednak nie zdobył medalu na szosowych mistrzostwach świata.